# Leptolalax pictus
Espèce
Statut de conservation UICN

 VU B1ab(iii) : Vulnérable
Leptolalax pictus est une espèce d'amphibiens de la famille des Megophryidae.

## Répartition
Cette espèce est endémique du Nord de Bornéo. Elle se rencontre entre 500 et 1 500 m d'altitude :
- en Malaisie dans les États de Sabah et de Sarawak ;
- en Indonésie au Kalimantan.

Sa présence est incertaine au Brunei.

## Publication originale
- Malkmus, 1992 : Leptolalax pictus sp. n. (Anura: Pelobatidae) vom Mount Kinabalu/Nord-Borneo. Sauria, Berlin, vol. 14, no 3, p. 3–6.